# Kursbuch

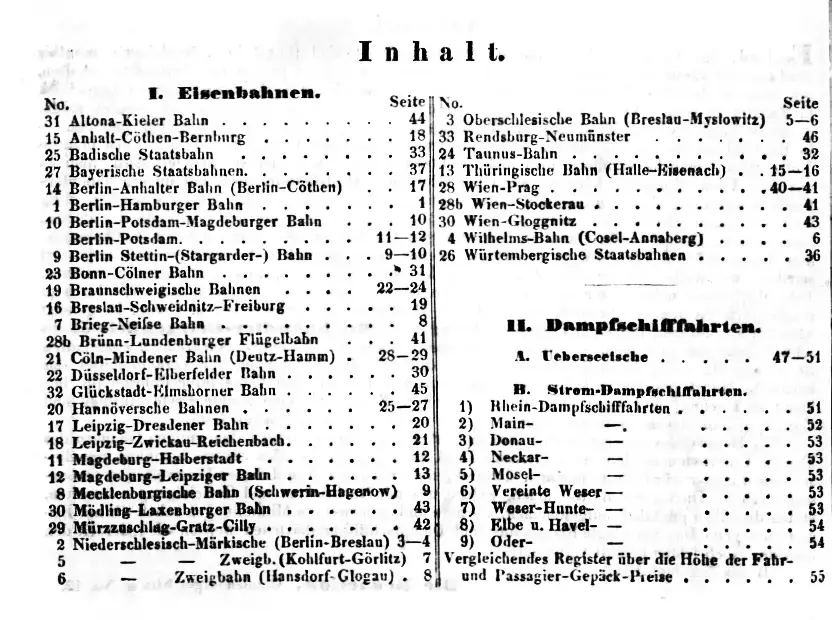
Kursbuch 1847 von Zimmermann

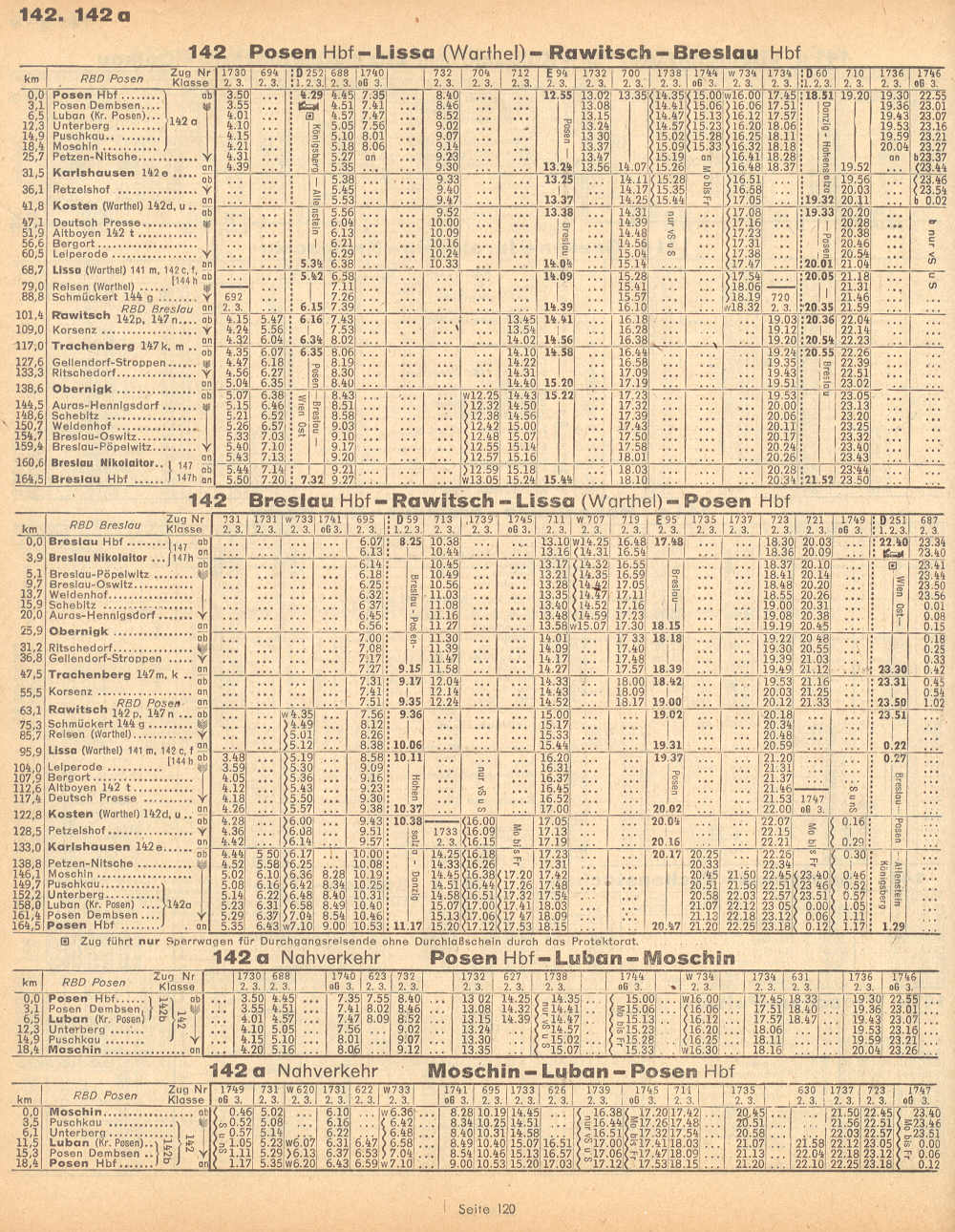
Seite in einem deutschen Kursbuch von 1941

Ein Kursbuch, ursprünglich Coursbuch geschrieben, ist ein Verzeichnis von Fahrplänen für ein bestimmtes Gebiet – meist ein Land – und einen bestimmten Zeitraum. Kursbücher werden hauptsächlich von Bahnunternehmen für ihre Bahnstrecken herausgegeben, sie decken aber teilweise auch andere Verkehrsmittel wie Buslinien ab.
In regionalen Bereichen, beispielsweise bei städtischen Verkehrsunternehmen oder Verbünden, wurden Kursbücher häufig als Fahrplanbücher bezeichnet. In kleineren Bus- und Trambetrieben sind diese als Fahrplanheft in DIN-A6-Postkartengröße erschienen und zwar im Quer- oder Hochformat. Die Fahrplanseiten wurden durch eine Heftung zusammengehalten oder geklebt. Die Endseiten, Titel und Rückseite, waren häufig mit stärkerem Papier ausgestattet. Ein typisches komplettes Fahrplanheft aus den 1970er-Jahren, mit Straßenbahn- und Busbetrieb, kann online eingesehen werden.
Ein Kursbuch ist üblicherweise nach Bahn- und Busstrecken gegliedert. Die Strecken werden bezeichnet als Kursbuchstrecke (in Deutschland, Abkürzung KBS), Fahrplanbild (Österreich) oder Fahrplanfeld (Schweiz). Die Fahrpläne der im Kursbuch enthaltenen Kursbuchstrecken sind jeweils einzeln in tabellarischer Form dargestellt. Dabei erhält jede Strecke eine Nummer, mit der jede Bahnstrecke bzw. Buslinie in den meist sehr umfangreichen Kursbüchern leicht zu finden ist, zum Beispiel „Kursbuchstrecke 440“ für die Ruhr-Sieg-Strecke in Deutschland oder „Fahrplanfeld 600“ für die Gotthardbahn in der Schweiz.
Da eine Kursbuchstrecke mehrere physisch vorhandene Strecken umfassen kann, mehrere Kursbuchstrecken über dieselbe Strecke führen können und Strecken ohne Personenverkehr keine Kursbuchnummer haben, handelt es sich bei den Kursbuchstrecken genau genommen um im Kursbuch definierte Linien; bei den Kursbuch-Streckennummern um deren Linienbezeichnungen.

## Ausgabe
Kursbücher werden regelmäßig zu Beginn einer neuen Fahrplanperiode neu oder aktualisiert herausgegeben.
Die Bedeutung der gedruckten Kursbücher ist mit dem Aufkommen (dynamischer) elektronischer Fahrplanauskünfte sowie der Veröffentlichung (statischer) Fahrpläne als PDF-Datei oder HTML-Dokumente im Internet stark zurückgegangen; die Deutsche Bahn AG stellte die Herausgabe des gedruckten Gesamtkursbuches zum Jahresende 2008 ein und ersetzte es durch ein „Elektronisches Kursbuch“ im Internet. Die ÖBB in Österreich haben zum Jahresende 2006 das letzte klassische Auslandkursbuch herausgegeben und mit der Fahrplanperiode 2007 durch eine Art Reisekatalog ersetzt. Seit dem Jahr 2009 existiert auch dieser nicht mehr. Die Staatsbahnen in Frankreich, Griechenland, Portugal, Spanien und den Niederlanden veröffentlichen ebenfalls keine gedruckten Kursbücher mehr. Das Offizielle Kursbuch der Schweiz wurde als gedruckte Ausgabe nach Ende der Fahrplanperiode 2017 eingestellt, das der Tschechischen Staatsbahn České dráhy erschien zum letzten Mal 2019.

## Normen
Der Internationale Eisenbahnverband UIC gab seit 1952 eine Empfehlung über die Gestaltung von Kursbüchern heraus. Die 6. und letzte Ausgabe dieses UIC-Merkblattes 411 Gestaltung, Inhalt und Aufbau der Kursbücher galt von 1978 bis 1. November 2002 und wurde danach ersatzlos gestrichen.
Das Deutsche Institut für Normung gab mit der Norm DIN 66359:1997-11-00 Informationen im öffentlichen Personenverkehr – Fahrplanbücher – Inhalt, Gliederung und Gestaltung 1997 und der gleichnamigen Nachfolgenorm 66359:1999-05 zwei Jahre später eine Empfehlung für Kursbücher heraus.

## Länderspezifika
Länderspezifische Einzelheiten befinden sich in den folgenden Artikeln:
- Deutschland: Kursbuch
- Österreich: Österreichisches Eisenbahn-Kursbuch
- Schweiz: Offizielles Kursbuch und Liste der Fahrplanfelder
- Niederlande: Spoorboekje Binnenland
- Frankreich: Liste der Kursbuchstrecken
- Rumänien: Liste der Kursbuchstrecken
- Slowakei: Liste der Kursbuchstrecken
- Tschechien: Liste der Kursbuchstrecken
- Kursbuch Europa
- Übersee-Kursbuch